# Линхолм Хойе
Линхолм Хойе (на датски: Lindholm Høje) е викингски некропол и селище на север от град Олбор, Дания.
Характерно за некропола е, че повечето гробове са маркирани с камъни във формата на лодка. Голям брой от тях са унищожени през XIX век, когато камъните са преизползвани за строителство на пътища. Южната му част се датира от 1000 – 1050 г. (епохата на викингите), а северната част е значително по-ранна от V век.
Първите големи археологически проучвания, които разкриват 589 от приблизително 700 гроба, започват през 1952 г., но разкопки са били провеждани още през 1889 г.
При разкопки са намерени останки и от селище. Разположено е на важен кръстопът Лимфьорд, система от проливи, който разделя полуостров Ютланд. През епохата на викингите преминаването му е било възможно само на това място или много по-нататък по фиорда Аггерсунд – поради блата, които заобикалят фиорда от двете страни.
Селището е изоставено около 1200 г. Това вероятно се дължи на пясъчен отток от западния бряг, в резултат на което следва широко обезлесяване и последващо придвижване на пясък в полуострова чрез силни западни ветрове. Пясъкът, покрил района, до голяма степен гарантира неговата безопасност през следващите векове.
Поради местоположението си и транспортните връзки, селището очевидно е било важен център за търговия по това време и това се потвърждава от стъклени съдове, скъпоценни камъни и арабски монети, открити на мястото.
По-голямата част от откритите погребения са кремации, въпреки че са открити и редица инхумации. Като тенденция може да отбележим, че кремацията замества инхумацията през епохата на викингите. Погребенията от епохата преди викингите са били под могили.
Сред по-късните гробове се отличават някои гробове на жени с разположение на камъни в кръг или овал, но повечето гробове са маркирани с групи камъни или във формата на триъгълник или в традиционната форма на лодка (каменен кораб). Това показва значението, което викингите отдават на водата. Формата и размерът на очертанието на гроба очевидно показват състоянието на личността. Всичко това напомня за корабните погребения на англосаксонците, норвежките и шведските викинги и други древногермански общества.